# Dirty Paws
Dirty Paws is een nummer van de IJslandse band Of Monsters and Men en was de tweede single van hun debuutalbum My Head Is an Animal uit 2011. Het werd door twee van de zes bandleden geschreven. 
Het nummer wordt gebruikt in het intro van de in 2013 uitgegeven film The Secret Life of Walter Mitty van Ben Stiller.
Dirty Paws bereikte tot dusver plaats 19 op de hitlijst van het Amerikaanse tijdschrift Billboard, het nummer bereikte echter nooit een Belgische of Nederlandse hitlijst.